# Kępie na Wyżynie Miechowskiej
Kępie na Wyżynie Miechowskiej este o arie protejată (sit de importanță comunitară — SCI) din Polonia întinsă pe o suprafață de 54,84 ha, integral pe uscat.

## Localizare
Centrul sitului Kępie na Wyżynie Miechowskiej este situat la coordonatele 50°27′54″N 19°58′15″E / 50.4649°N 19.9708°E.

## Înființare
Situl Kępie na Wyżynie Miechowskiej a fost declarat sit de importanță comunitară în octombrie 2009 pentru a proteja un număr necunoscut de specii din flora spontană și fauna sălbatică aflate în arealul zonei.

## Biodiversitate
Situată în ecoregiunea continentală, aria protejată conține 1 habitat natural: Păduri de stejar și carpen Galio-Carpinetum.
La baza desemnării sitului se află un număr nedeclarat de specii protejate.